# Закон України «Про радіочастотний ресурс України»
Закон України «Про радіочастотний ресурс України» — закон, що встановлює правову основу користування радіочастотним ресурсом України, визначає повноваження держави щодо умов користування радіочастотним ресурсом України, права, обов'язки і відповідальність органів державної влади, що здійснюють управління і регулювання в цій сфері, та фізичних і юридичних осіб, які користуються та/або мають намір користуватися радіочастотним ресурсом України.

## Український державний центр радіочастот
Відповідно до статті 16 закону утворене Державне госпрозрахункове підприємство «Український державний центр радіочастот»